# 张任
張任（？—214年），蜀郡人，東漢末年军事人物，為劉璋麾下大將。

## 生平
根据《三国志·先主传》的记载，张任是三国时期蜀郡人（现四川省成都市），出身寒门，年轻时就非常有胆略，有气节，刘备进攻蜀地时，张任是益州从事。刘璋遣张任、刘璝、冷苞、鄧賢率精兵對抗劉備于涪城，建安十九年（214年）败退到雒城，劉備進軍包圍雒城，雁桥之战失败被擒。刘备想招降他，但是张任厲聲說：「我這老臣始終不再侍奉第二個主人了！」于是被杀，刘备也很惋惜。后人一般感叹张任的忠贞和勇气，自西晋以来修建有张任墓，即在今天的四川省广汉市。

## 艺术形象

### 三國演義
《三國演義》描述張任在龐統攻打雒城時，於落鳳坡將其射殺身亡。后诸葛亮从荆州前来支援刘备，用计擒获张任，张任宁死不降，遂被处斩。刘备感叹不已，令收其尸首，葬于金雁桥侧，以表其忠。

### 影视
- 中國中央電視台電視劇《三國演義》（1994年）：周中和
- 中國電視劇《三国》（2010年）：碌碌
- 电视剧《武神赵子龙》（2016年）：于博宁

### 動漫
- 《蒼天航路》（王欣太）
- 《火鳳燎原》（陳某）

## 评价
- 陈寿：“少有胆勇，有志节。”
- 罗贯中：“老将安能扶二主？张任忠勇死犹生。高名正似天边月，夜夜流光照雒城。”

## 延伸閱讀
- 《資治通鑒·卷第六十六》 （页面存档备份，存于）
- 《益部耆旧杂记》、《三国志》